# Petr Zvolský
Petr Zvolský (12. září 1933, Praha – 29. října 2014, tamtéž) byl český psychiatr, zakladatel české psychiatrické genetiky. V roce 2005 mu byla prezidentem Václavem Klausem udělena Medaile Za zásluhy.

## Život
Otec Petra Zvolského byl Ing. Břetislav Zvolský, náměstek vrchního ředitele Živnostenské banky v Praze, matka Blažena byla ženou v domácnosti. Petr Zvolský absolvoval obecnou školu v Panské ulici, poté Akademické gymnázium v Praze a následně Fakultu všeobecného lékařství, na které promoval v roce 1959. Po promoci odsloužil Petr Zvolský šest měsíců základní vojenské služby. V letech 1961–1967 pracoval jako sekundární lékař na Psychiatrické klinice Fakultě všeobecného lékařství Univerzity Karlovy. Od roku 1968 pracoval až do roku 2007 ve výzkumné psychiatrické laboratoři tamtéž. Z manželství se ženou Hanou (roz. Derešovou, zemř. 9.10.2012) má 2 syny.

## Dílo
- Seznam děl v Souborném katalogu ČR, jejichž autorem nebo tématem je Petr Zvolský

Prof. Zvolský se zabýval tymoprofylaxií a genetikou. Byl spoluzakladatelem tymoprofylaktické léčby lithiem. Podílel se na mapování role genetických faktorů při vzniku maniodepresivního onemocnění a schizofrenie a dokázal, že rodinná zátěž bipolární poruchou je důležitým prediktorem úspěchu profylaxe tohoto onemocnění lithiovými solemi. Byl členem České psychiatrické společnosti a členem redakční rady České a slovenské psychiatrie. V roce 1995 byl zvolen čestným členem Světové psychiatrické asociace.

## Publikace
- Genetika v psychiatrii
- Rozvoj genetiky v psychiatrii